# Storyboard (softwareontwikkeling)
Een storyboard is een verzameling diagrammen die bij elkaar een beeld geven van hoe een programma of een website uiteindelijk zal moeten functioneren. Hiermee lijkt het op de storyboards die worden gebruikt bij het plannen van een filmproductie of animatie.
De schetsmatige contouren van de verschillende schermen in een computerprogramma of een website worden in een storyboard in een logische onderlinge samenhang geplaatst en dienen als basis voor de GUI-prototypes.